# Robert Silverman
Robert Herschel Silverman CM (* 25. Mai 1938 in Montreal) ist ein kanadischer Pianist und Musikpädagoge.

## Leben und Wirken
Silverman hatte im Alter von vier Jahren ersten Klavierunterricht, trat vierzehnjährig mit dem Montreal Symphony Orchestra auf und erhielt 1961 den ersten Preis beim Quebec Music Festival. Er studierte dann zwei Jahre an der Wiener Musikakademie, an der McGill University bei Dorothy Morton und an der Eastman School of Music bei Cécile Staub Genhart. 1967 gewann er den ersten Preis der Jeunesses Musicales der Canada National Competition und trat bei der Expo 67 auf.
Silverman trat mit allen großen kanadischen Orchestern auf, außerdem mit den BBC, Chicago und Sydney Sinfonieorchestern und unternahm Tourneen durch Nordamerika, Europa, Australien, Asien und die Sowjetunion. Daneben arbeitete er mit bedeutenden Streichquartetten zusammen und trat bei Kammermusikfestivals auf. 
Im Mittelpunkt von Silvermans Repertoire stehen die Werke von Bach, Beethoven und Mozart. In Aufführungszyklen spielte er sämtliche Klaviersonaten von Beethoven (1996) und Mozart (2006). Für seine Liszt-Aufnahmen erhielt er 1977 den Grand Prix du disque der Budapester Lisztgesellschaft.
1970 spielte er die Uraufführung von Jacques Hétus Concerto, das er 1977 mit dem BBC Symphony Orchestra
auf Platte aufnahm. Außerdem spielte er die Uraufführung von Harry Somers’ Second Piano Concerto, Michael Conway Bakers Concerto for Piano and Orchestra, Alexina Louies Piano Concerto, Jacques Hétus Sonata und Keith Hamels Thrust. Seine Diskographie umfasst ein Dutzend Langspielplatten und etwa fünfundzwanzig CDs, darunter eine Gesamtaufnahme der Sonaten Beethovens.
Silverman unterrichtete an der University of California (1969–70), der University of Wisconsin (1970–73) und schließlich dreißig Jahre lang bis 2003 an der University of British Columbia, deren Musikschule er von 1991 bis 1995 leitete. Zu seinen Schülern zählen Sharon Krause und David Swan.

## Diskografie (Auswahl)
- Beethoven 32 Sonatas (10 CDs)
- Brahms Piano Music vol I-III
- The Early Recordings
- Aaron Copland: Piano Sonata, Passecaglia, 4 Piano Blues, Cat and the Mouse
- Rachmaninoff: The Two Sonatas
- César Franck: Prelude, Chorale & Fugue; Prelude, Aria & Final
- Liszt B Minor Sonata
- Beethoven: Diabelli Variations, 32 Variations in c